# هام ألين
هام ألين (بالإنجليزية: Ham Allen)‏ هو لاعب كرة قاعدة أمريكي، ولد في 20 أبريل 1846 في أوغوستا في الولايات المتحدة، وتوفي في 6 فبراير 1881 في ناتيك في الولايات المتحدة.

## وصلات خارجية
- هام ألين على موقعبيزبول رفرنس.كوم (الدوري الرئيسي) (الإنجليزية)